# Якщо твоя дівчина — зомбі
«Якщо твоя дівчина — зомбі» (англ. «Life After Beth») — американський комедійний фільм жахів, знятий у 2014 році. Оригінальна назва фільму англ. «Life After Death» є алюзією до життя після смерті, але в український прокат фільм вийшов під назвою «Якщо твоя дівчина — зомбі».

## Сюжет
Кохана молодого чоловіка на ім'я Зак трагічно гине. Але через кілька днів по тому вона містично повертається у світ живих. Зак мріє про щасливе життя, але чи можливе кохання між живими та мертвими?

## У ролях
- Бет Слокам — Обрі Плаза
- Зак Орфман — Дейн Де Гаан
- Маурі Слокам — Джон Рейлі
- Джині Слокам — Молі Шенон
- Джуді Орфман — Шеріл Гайнс
- Ноа Орфман — Пол Райзер
- Кайл Орфман — Метью Грей Габлер
- Ерика Вексер — Анна Кендрік
- Левін — Пол Вайц
- Роз — Алія Шовкат
- Дайнер Сомел'є — Адам Палі
- Чил — Джим О'Гейр
- Дидусь Орфман — Гаррі Маршалл
- Ден — Томас Макдонел